# Данкур (Флоран Картон)
Данку́р (настоящее имя — Флора́н Карто́н, 1661—1725) — французский драматург и актёр.
Родился в богатой буржуазной семье и готовился в адвокаты. Любовь к красивой и талантливой актрисе Терезе Ленуар де ла Ториллиер, на которой он женился, привела его на сцену «Комеди Франсез». В 1685 г. он написал комедию «Le notaire obligeant, ou les fonds perdus». Успех поощрил его, и в следующие 30 лет Данкур написал более 80 комедий. Лучшая роль — Альцест в мольеровском «Мизантропе». Данкур обнаружил большое уменье находить в повседневной жизни интересный материал для своих пьес. Кроме того, он был первым, отважившимся писать целые пьесы на наречии крестьян, изображение которых, особенно мельников, ему очень удавалось. Данкур написал ещё несколько поэтических переводов псалмов и одну трагедию, которая утеряна.
- 1687 — «Модный кавалер»
- 1692 — «Модные мещанки»
- 1693 — «Кокетки летом»
- 1700 — «Знатные мещанки»

## Публикации текстов
- Oeuvres, v. 1-8. Р., 1710.
- Oeuvres, v. 1-12, P. 1760.
- Oeuvres choisies, par L. S. Auger. P., 1810.